# Priorato de Gisborough

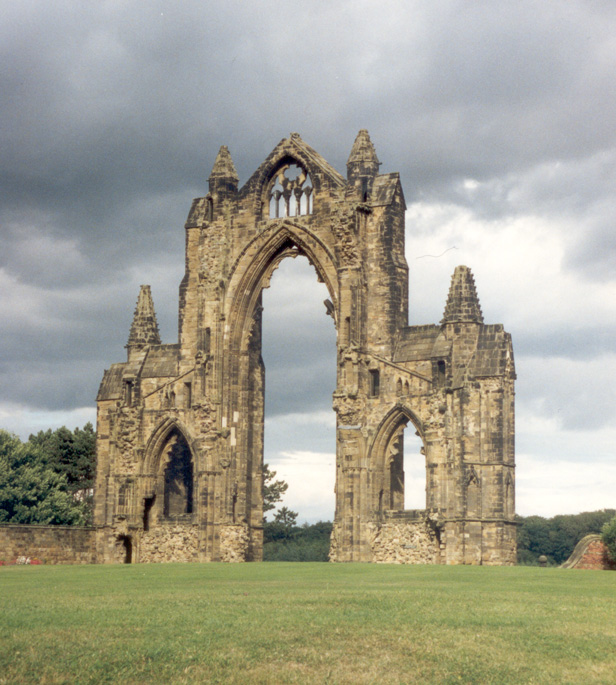
El lado este visto desde el suroeste.

El priorato de Gisborough es un priorato agustino en ruinas situado en Guisborough, que en la actualidad forma parte del término municipal de Redcar y Cleveland, en el condado de Yorkshire del Norte (Inglaterra). Fue fundado en 1119 como Priorato de Santa María por el magnate feudal normando Robert de Brus, también antepasado del rey escocés Roberto I de Escocia.
En el edificio fueron enterrados el segundo, cuarto y quinto señores de Annandale.
El edificio fue destruido durante la disolución de los monasterios durante el siglo XVI y sus piedras fueron utilizadas en otros edificios del lugar, como la iglesia anglicana de San Nicolás. Lo único que queda es su fachada este con su gran ventanal y sus arcadas, una referencia en el paisaje que usada a menudo como un símbolo de la localidad.
En el siglo XVIII, el arco fue usado como telón de fondo para los magníficos jardines creados por la familia Chaloner en las tierras al sur del priorato. El Gisborough Priory Project (Proyecto priorato de Gisborough), un grupo de voluntarios locales, intenta recuperar dichos jardines, que mantienen largos macizos de flores desde julio de 2004.
Actualmente, el priorato está a cargo de English Heritage.
Una leyenda local dice que un fantasma, conocido como el monje negro o el monje de la capucha negra, se aparece en el lugar a medianoche, en la primera luna nueva de cada año, y baja un puente levadizo fantasmal, que cruza un foso desaparecido, para comprobar que el tesoro enterrado no ha sido tocado. En 1966 y 1967, un centenar de personas acudieron a verlo y supuestamente lograron ver una figura encapuchada, pero en 1968 los pocos espectadores que acudieron no vieron nada.

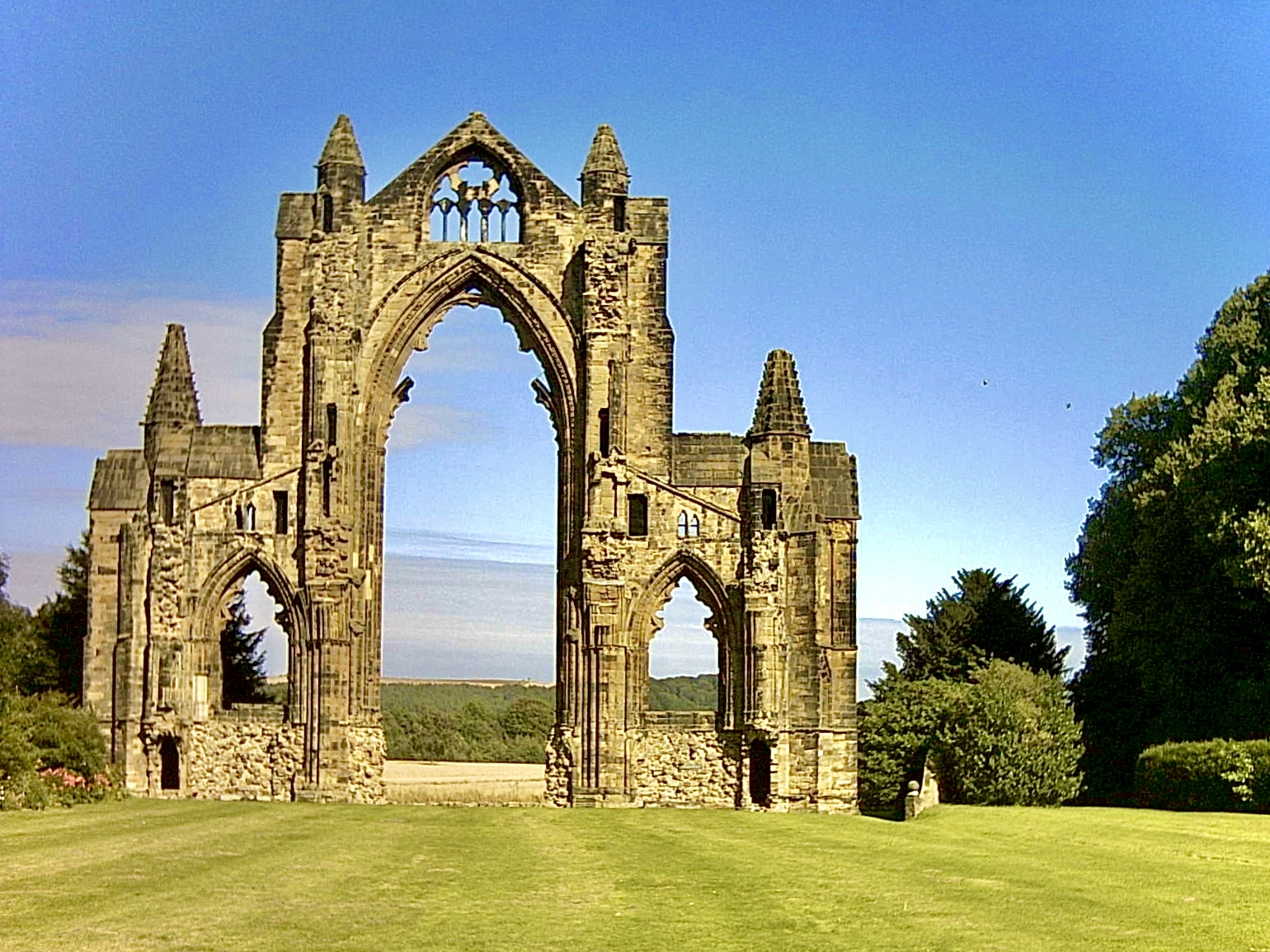
Gisborough Priory.